# António Oliveira
António Luís Alves Ribeiro de Oliveira (Penafiel, Penafiel, 10 de junho de 1952) é um ex-futebolista e treinador de futebol português. Treinador da Seleção Portuguesa entre 1994-1996 e 2000-2002. Foi presidente do FC Penafiel, durante três épocas, tendo abandonado por vontade própria a liderança do Clube em 2006, sendo substituído por uma Comissão Administrativa composta por 13 elementos, coordenada pelo Dr. Alberto Clemente de Melo e Sousa. Atualmente, é comentador no programa Trio D’Ataque da RTP.

## Carreira
Aos 6 anos começou a jogar futebol federado integrado nas camadas jovens do FC Porto. Ainda com idade de júnior, aos 17 anos, passou a treinar com a equipa principal dos portistas por iniciativa do treinador brasileiro Paulo Amaral.
Oliveira, que jogava na posição de médio-ofensivo, assumiu-se como uma das estrelas da equipa que, entretanto, passou a ser treinada por José Maria Pedroto.
Na temporada 77/1978, o FC Porto conquistou o título nacional depois de ter estado 19 anos sem qualquer triunfo. Nessa época Oliveira entrou em todos os jogos e marcou 19 golos. Aos 26 anos era já um futebolista conceituado na Europa e foi contratado no Verão de 1978 pelo Bétis de Sevilha, de Espanha. Mas a experiência no campeonato espanhol não correu bem e regressou ao FC Porto no início de 1979. De salientar, a caricata história que o envolveu, no regresso de Espanha, quando jogava no Bétis, ter sido detido pela Guardia Civil junto à fronteira com Portugal, devido ao facto de deter na sua posse uma mala de notas falsas, história essa que viria a ser desmentida pelo próprio e pelos órgãos de Comunicação Social, não tendo a mesma passado de um "boato" sem qualquer fundamento. Ainda assim, participou na conquista de novo título por parte do clube das Antas.
No Verão de 1980 uma luta de poderes dentro do FC Porto entre Pinto da Costa e o então presidente Américo de Sá provocou uma grande instabilidade no clube. Oliveira, saturado com a situação, deixou as Antas e ingressou no FC Penafiel, a equipa da sua terra natal. No Penafiel teve a sua primeira experiência como treinador, função que acumulou com a de jogador. Mas esteve pouco tempo neste clube pois na temporada seguinte regressou a um dos Grandes, no caso o Sporting, onde voltou a ser apenas futebolista. Em Alvalade conquistou mais um título nacional, na temporada 81/1982. Em Setembro de 1982, já com a época em curso, assumiu as funções de treinador do Sporting, mantendo-se também como jogador, conquistou nessa época a Supertaça portuguesa.
Na época 85/1986, já ao serviço da equipa madeirense Marítimo, abandonou em definitivo a carreira de jogador para a passar a ser em exclusivo treinador de futebol. Para além dos vários títulos conquistados como jogador no FC Porto e Sporting, foi internacional pela seleção portuguesa em 24 jogos. Depois de ter treinado o Marítimo em 85/1986 passou a ser o responsável pela seleção de Esperanças, à frente da qual esteve duas temporadas.
Oliveira passou sucessivamente pelo Vitória de Guimarães, Académica de Coimbra, Gil Vicente e Sporting de Braga até que em 1994 foi contratado para seleccionador nacional.
A sua estreia como técnico da selecção ocorreu a 1 de Setembro desse ano, em Belfast, num jogo em que Portugal ganhou 2-1 à seleção da Irlanda do Norte. Em Novembro de 1995 qualificou Portugal para o Euro 1996 de Futebol que iria ter lugar na Inglaterra. Neste torneio a selecção nacional impressionou com o seu bom futebol e chegou aos quartos-de-final, sendo eliminada pela República Checa 1-0.
Oliveira, entretanto, regressa ao FC Porto, como treinador, e nas duas épocas que esteve nas Antas (96/1997 e 97/1998) conquistou os dois títulos nacionais. Ainda em 1998 ganhou a Taça de Portugal ao Sp. Braga. Mas a sua estadia nas Antas foi marcada por várias polémicas e acabou por sair do clube. Regressou então ao Bétis de Sevilha, mas ao fim de poucos dias de trabalho, desentendimentos com o presidente do clube da Andaluzia levaram-no a abandonar Sevilha ainda antes da época começar.
Esteve quase dois anos sem trabalhar, mas em Agosto de 2000 voltou a orientar a selecção portuguesa, que qualificou-se para o Mundial 2002. Neste torneio, disputado na Coreia do Sul e no Japão, Portugal foi uma das grandes desilusões, eliminado pelos EUA e Coreia do Sul, o que levou ao despedimento de António Oliveira.
No início da época 03/2004, Oliveira foi eleito presidente do FC Penafiel, tendo como objectivo fazer regressar o clube ao primeiro escalão do futebol português, tendo conseguido esse objetivo logo nessa época. Na época 05/2006 a sua equipa desce de novo de divisão, abandonando a direção do clube, sendo dado pela imprensa portuguesa como um dos possíveis sucessores de Pinto da Costa no FC Porto.

## Carreira como empresário
António Oliveira detém, desde 2012, uma participação no Fundo Especial de Investimento Imobiliário criado pela Câmara Municipal do Porto para demolir o bairro do Aleixo, no Porto. O seu último projeto no Porto foi a transformação do antigo edifício de Café A Brasileira (Porto), num novo hotel de seis pisos da marca Pestana, inaugurado em maio de 2018.
António Oliveira ficou com 7,34% dos votos da SAD do Futebol Clube do Porto, após a conversão de acções preferenciais, segundo noticia o Jornal de Negócios.
O ex-selecionador participou na corrida à compra do Teatro Sá da Bandeira, mas a sua oferta de 3,2 milhões foi superada em 300 mil pela proposta da Livraria Lello.

## Carreira política
Em 2021, foi o candidato da coligação CDS/PSD à Câmara de Vila Nova de Gaia. Em 18 de junho de 2021 anunciou a sua desistência da corrida eleitoral. Na base da desistência esteve um conflito insanável com Cancela de Moura, presidente do PSD de Gaia, que não abdicou de ser nº 2 da lista de vereadores do antigo selecionador nacional ou, em alternativa, candidato à liderança de Assembleia Municipal.

## Títulos

### Como Jogador

#### Club
- Primeira Liga: 1977–78, 1978–79, 1981–82
- Taça de Portugal: 1976–77, 1981–82; Runner-up 1976–77
- Supertaça Cândido de Oliveira: 1982

#### Individual
- Portuguese Footballer of the Year: 1978, 1981, 1982

### Treinador
Sporting
- Supertaça Cândido de Oliveira: 1982

Porto
- Primeira Liga: 1996–97, 1997–98
- Taça de Portugal: 1997–98
- Supertaça Cândido de Oliveira: 1996; Runner-up 1997